# والتر راتناو
والتر راتناو(زاده ۲۹ سپتامبر ۱۸۶۷ - درگذشته ۲۴ ژوئن ۱۹۲۲) سیاستمدار، نویسنده، خطیب و کارخانه دار آلمانی بود که به عنوان وزیر امور خارجه آلمان در جمهوری وایمار فعالیت می‌کرد. راتناو در ۲۴ ژوئن ۱۹۲۲، دو ماه پس از امضای عهدنامه راپالو مورد سوءقصد قرار گرفت و جان سپرد.